# Strmenica
Strmenica (en serbio cirílico : Стрменица) es un pueblo de Serbia, situado en el municipio de Aleksandrovac, en el distrito de Rasina. En el censo de 2011 contaba con 122 habitantes.

## Demografía
| 1948 | 1953 | 1961 | 1971 | 1981 | 1991 | 2002 | 2011 |
| ---- | ---- | ---- | ---- | ---- | ---- | ---- | ---- |
| 491  | 799  | 584  | 473  | 360  | 270  | 194  | 122  |